# Квітучий сад із краєвидом Арля
«Квітучий сад із краєвидом Арля» — картина пізнього періоду творчості нідерландського художника Вінсента ван Гога.

## Ван Гог і вплив японської гравюри
В другій половині XIX століття художники Франції пережили справжнє захоплення японською гравюрою, що була створена на зламі XVIII–XIX століть. Цьому сприяли реформи Мейдзі і візити в нещодавно відкриту для європейців країну. Одним з перших в Японію навідався французький магнат Гіме. Перебуваючи в маловідомій на той час країні, він пильно вдивлявся в її дійсність, її стародавню культуру, звичаї. Освічений Гіме не мав обмежень в коштах і охоче купував картини на шовку, скульптури, японську кераміку і порцеляну, гравюри.
В Парижі запанувала мода на Японію. Навіть обмежені в коштах художники вивчали японську гравюру, копіювали її, купували при слушній нагоді. Невеличку колекцію японських гравюр зібрав Клод Моне.
Серед прихильників японської гравюри був і ван Гог. Неспроможність купувати він компенсував копіюванням аркушів, які подобались, олійними фарбами, намагаючись передати усю силу мінеральних фарб гравюр, а неспроможність створити подорож до Японії замінив на подорож на південь Франції. Саме тому він і перебрався в Арль, що розташований неподалік від Середземного моря.

## Весняний сад в Арлі
Ван Гог швидко перейшов від копіювання до засвоєння знахідок японських художників. Є вони і в композиції «Квітучий сад з краєвидом Арля». Полотно поділене товстими стовбурами дерев на дві великі ділянки. Другого плану наче нема, замість нього порожній простір над каналом. І вже вдалині — розквітлий сад околиці й історичний центр невеличкого міста Арль.
Подивіться на гравюру «Стежка на перевалі Місіма» (Кацусіка Хокусай, серія 1823–1833 рр.) Там теж товстий стовбур поділив площину аркуша на дві частини, другий план відсутній. За ним — велична гора Фудзі вдалині. Ван Гог робить те ж саме, але на матеріалі краєвиду Арля. І полотно художника збагачується запозиченням, яке добре приховане, але й добре працює на значну художню вартість картини.